# Tashreeq Matthews
Tashreeq Matthews, född 12 september 2000, är en sydafrikansk fotbollsspelare som spelar för Mamelodi Sundowns.

## Karriär
Matthews spelade som junior för Ajax Cape Town. I november 2018 värvades han av tyska Borussia Dortmund.
I januari 2019 lånades Matthews ut till Utrecht på ett låneavtal över resten av säsongen 2018/2019. Han spelade fyra matcher för reservlaget, Jong Utrecht, i Eerste Divisie.
I augusti 2019 lånades Matthews ut till Helsingborgs IF på ett låneavtal över resten av säsongen 2019. Matthews gjorde allsvensk debut den 16 september 2019 i en 2–0-förlust mot Djurgårdens IF, där han blev inbytt i den 80:e minuten mot Fredrik Liverstam.
Den 17 januari 2020 värvades Matthews av Varbergs BoIS, där han skrev på ett treårskontrakt. I augusti 2022 bröt Matthews sitt kontrakt med Varbergs BoIS för att dagen efter skriva kontrakt med IK Sirius.
Den 26 januari 2024 värvades Matthews av Mamelodi Sundowns.